# 1979 au théâtre
| Années du théâtre : 1976 - 1977 - 1978 - 1979 - 1980 - 1981 - 1982    |
| Décennies du théâtre : 1940 - 1950 - 1960 - 1970 - 1980 - 1990 - 2000 |

Cet article présente les faits marquants de l'année 1979 au théâtre.

## Événements
- Fondation du Théâtre des Jeunes de Pully par Sara Gazzola, une école de formation aux métiers du théâtre et de la comédie musicale à Pully en Suisse.

## Pièces de théâtre représentées
- L'Échange de Paul Claudel, mise en scène Alain Ollivier, Théâtre de Gennevilliers
- 21 mars 1979 : Première présentation de Broue au théâtre Les Voyagements.
- en avril : Le Roi Lear de William Shakespeare, avec Jean Marais, mise en scène d'Yves Gasc, Théâtre de l'Athénée-Louis-Jouvet avec Jean Marais
- 21 juillet : L'Alcade de Zalaméa de Calderon, mise en scène de Jean Le Poulain, Festival de Vaison-la-Romaine avec Jean Marais
- 30 septembre : Tovaritch de Jacques Deval, mise en scène Jean Meyer, Théâtre de la Madeleine

## Décès
- 15 mars : Michel de Ré (°1925)
- 7 avril : Monelle Valentin (°1905)
- 18 mai : Claude Génia (°1913)
- 24 mai : André Luguet (°1892)
- 29 août : Mary Marquet (°1895)
- 4 décembre : Maurice Dorléac (°1901)
- 16 décembre : Jean-Louis Allibert (°1897)